# Japaner in Düsseldorf
Die über 8400 Japaner in Düsseldorf bilden die einzige Japantown Deutschlands. Düsseldorf ist zudem ein wichtiges Zentrum japanischer Wirtschaftsaktivitäten in Europa. Obwohl die Japaner als siebtgrößte ausländische Bevölkerungsgruppe eine kleine Minderheit bilden, prägen sie seit über 50 Jahren das Stadtbild und bereichern das wirtschaftliche und kulturelle Leben der Stadt. Die meisten in Düsseldorf lebenden Japaner wurden von ihren Arbeitgebern nach Deutschland entsandt und sind für wenige Jahre oder kurzfristige Einsätze in der Stadt. Es handelt sich überwiegend um gutbezahlte Spezialisten und Führungskräfte sowie deren Familienangehörige. Daneben studieren regelmäßig junge Japaner an der Musikhochschule oder der Kunstakademie. Im Jahr 2008 lebten laut Japanischem Generalkonsulat in Düsseldorf und den angrenzenden Gemeinden 8187 Japaner, davon 6548 innerhalb der städtischen Grenzen. Dies entspricht in Düsseldorf einem Anteil von 1,1 % an der Gesamtbevölkerung.

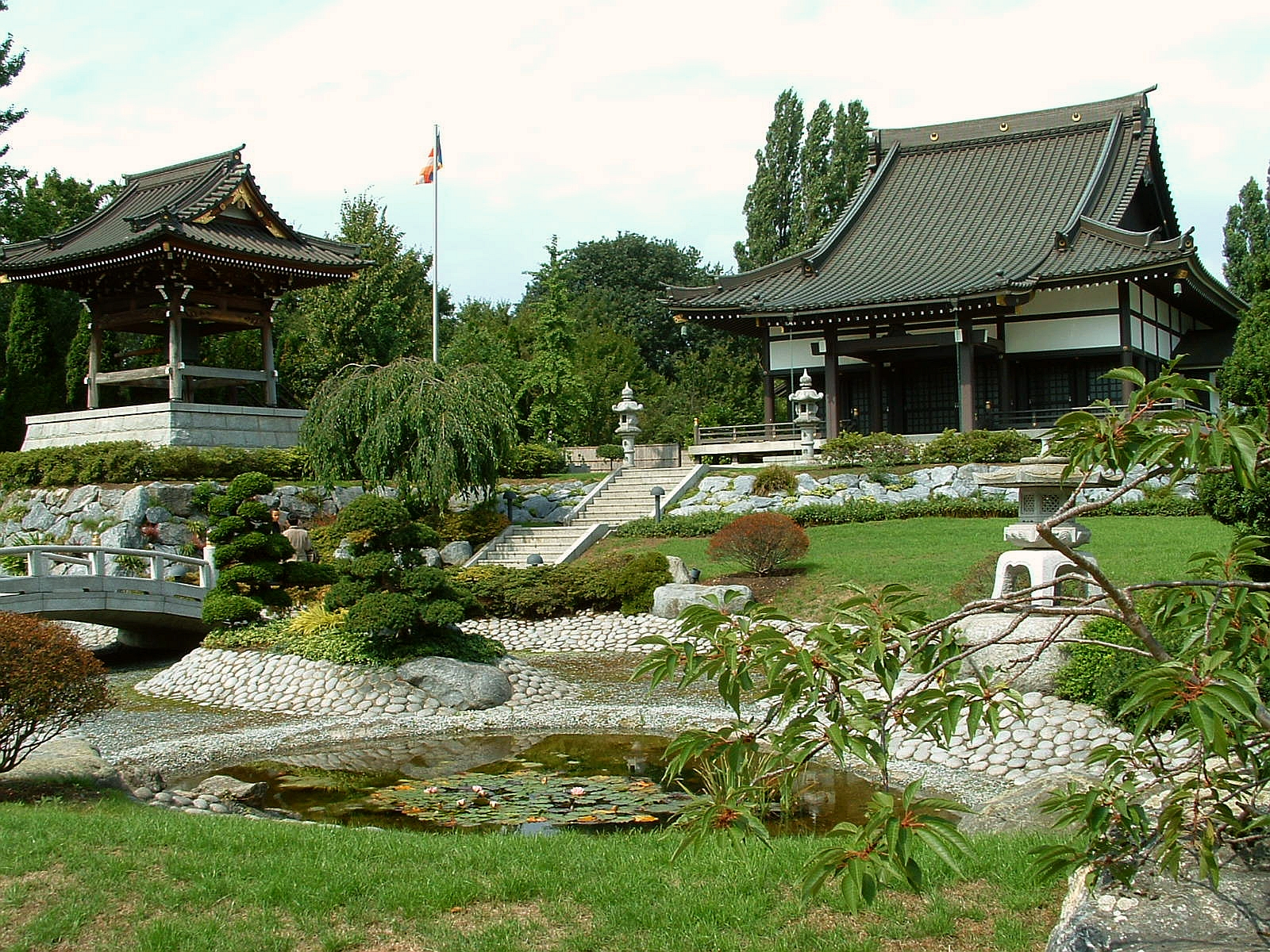
Tempelgarten des EKŌ-Hauses der japanischen Kultur e. V. 1993 in Düsseldorf-Niederkassel

## Bedeutung der Japaner für Düsseldorf und Umland

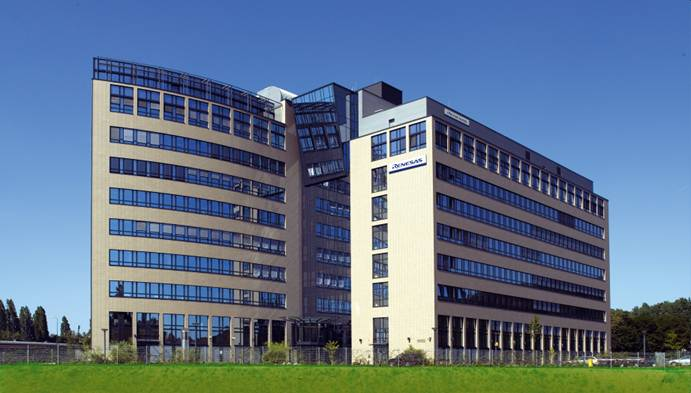
Europazentrale von Renesas Electronics in Düsseldorf-Rath

Im Jahr 2003 waren 228 japanische Unternehmen in Düsseldorf tätig, von denen 121 ihr Europa- oder Deutschlandhauptquartier in der nordrhein-westfälischen Landeshauptstadt unterhielten. Während viele Banken, Handelsunternehmen und Dienstleister traditionell ihren Sitz in der Düsseldorfer Innenstadt nahmen, haben sich das produzierende Gewerbe und Vertriebsgesellschaften überwiegend in den linksrheinischen Umlandgemeinden niedergelassen. 2008 wurden im Großraum Düsseldorf 450 japanische Unternehmen gezählt, die 23.000 Arbeitsplätze bereitstellten und rund 33 Mrd. Euro umsetzten. Teilbereiche des Düsseldorfer Immobilienmarktes, insbesondere die linksrheinischen Stadtteile Oberkassel, Niederkassel und Lörick sind stark durch die Nachfrage japanischer Mietinteressenten geprägt. Da oftmals die Firmen die Wohnkosten für ihre Mitarbeiter übernehmen, werden von den Mietern hohe Mietpreise verlangt, die insgesamt das Preisniveau in den linksrheinischen Stadtteilen angehoben haben.

## Geschichte

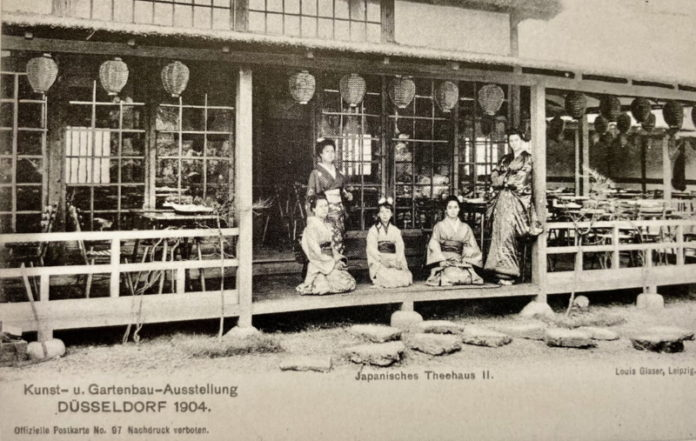
Japanisches Teehaus auf der Kunst- und Gartenbau-Ausstellung in Düsseldorf 1904

### Vorgeschichte
Erst mit dem Ende der Abschließungspolitik Japans Mitte des 19. Jahrhunderts wurden die Voraussetzungen für den Handel in größerem Umfang zwischen dem Inselstaat und Europa geschaffen. Am 1. Juli 1859 gründete der aus Düsseldorf stammende Kaufmann Louis Kniffler (1827–1888) in Dejima das erste deutsche Handelshaus in Japan. Kniffler wurde 1861 zum preußischen Vizekonsul in Nagasaki ernannt, nachdem als Folge der preußischen Ostasienexpedition das Königreich Preußen und Japan am 24. Januar 1861 einen Freundschafts- und Handelsvertrag abgeschlossen hatten. 1863 wurde Kniffler preußischer Konsul in Japan. 1865 kehrte Kniffler nach Düsseldorf zurück und eröffnete an der Goltsteinstraße 17 eine Niederlassung seines japanischen Handelshauses, welches 1870 das erste quellenmäßig belegte Japangeschäft der Siemens AG vermittelte.
Der erste Aufenthalt von Japanern in Düsseldorf wird für den 17. Juli 1862 berichtet; an diesem Tag soll sich eine japanische Delegation unter Leitung von Yasunori Takeuchi, die aus 38 Personen der Tokugawa-Dynastie bestand und der auch der Gelehrte Yukichi Fukuzawa angehörte, während einer Durchreise im früheren Bahnhof am heutigen Graf-Adolf-Platz mit Altbier erfrischt haben. 1904 präsentierte sich Japan auf der Düsseldorfer Kunst- und Gartenausstellung mit einem japanischen Garten und Teehaus. Die dort tätigen Japanerinnen waren wahrscheinlich bis dahin die ersten japanischen Staatsbürger, die sich über einen längeren Zeitraum in der Stadt aufgehalten hatten. Erstmals wurde in der Stadt am Rhein ein japanisches Feuerwerk gezeigt. Offiziell wurde der erste Japaner in Düsseldorf 1905 registriert. Am 19. März 1931 wurde im Städtischen Kunstmuseum im Ehrenhof eine Ausstellung zeitgenössischer japanischer Maler im Beisein einer großen japanischen Delegation eröffnet. Die Geschichte der japanischen Kolonie in Düsseldorf begann indes erst nach dem Zweiten Weltkrieg.

### Ansiedlung erster japanischer Unternehmen
In der Zeit vor dem Zweiten Weltkrieg konzentrierten sich die japanischen Aktivitäten in Deutschland hauptsächlich in Berlin und Hamburg. Nach 1945 suchte das kriegszerstörte Japan für seinen Wiederaufbau nach Lieferanten für Stahl und chemische Erzeugnisse, die es u. a. im Ruhrgebiet fand. Düsseldorf, im Mittelpunkt der Schwerindustrien von Rhein und Ruhr gelegen, bot sich mit seinem Ruf als „Schreibtisch des Ruhrgebiets“ als Standort für Handelsunternehmungen an. Ende 1951 ließ sich der erste japanische Geschäftsmann in der Landeshauptstadt nieder, im Februar 1952 waren es bereits drei. Am 2. Dezember 1955 registrierte die Düsseldorfer Gewerbeaufsicht als erste japanische Firma in Düsseldorf, eine Niederlassung des Generalhandelshaus Mitsubishi. Bis 1960 folgten allmählich weitere Handelsunternehmen, vor allem aus Hamburg, da sie im Zuge der damaligen japanischen Industriepolitik dazu veranlasst waren, mithilfe von Technologieimporten ihr Exportgeschäft auf den Handel mit schwerindustriellen Erzeugnissen umzustrukturieren. Durch die Umzüge der Unternehmen und ihre steigende Anzahl wurde auch die Düsseldorfer Wirtschaftsförderung auf die japanischen Aktivitäten aufmerksam und begann, sich für eine gezielten Förderung des Japanstandortes einzusetzen. Ein Treffpunkt der Japaner der frühen Jahre war das heute nicht mehr existierende Lokal „Wolfsschlucht“ im Grafenberger Wald.

### Wachstum des japanischen Bevölkerungsanteils

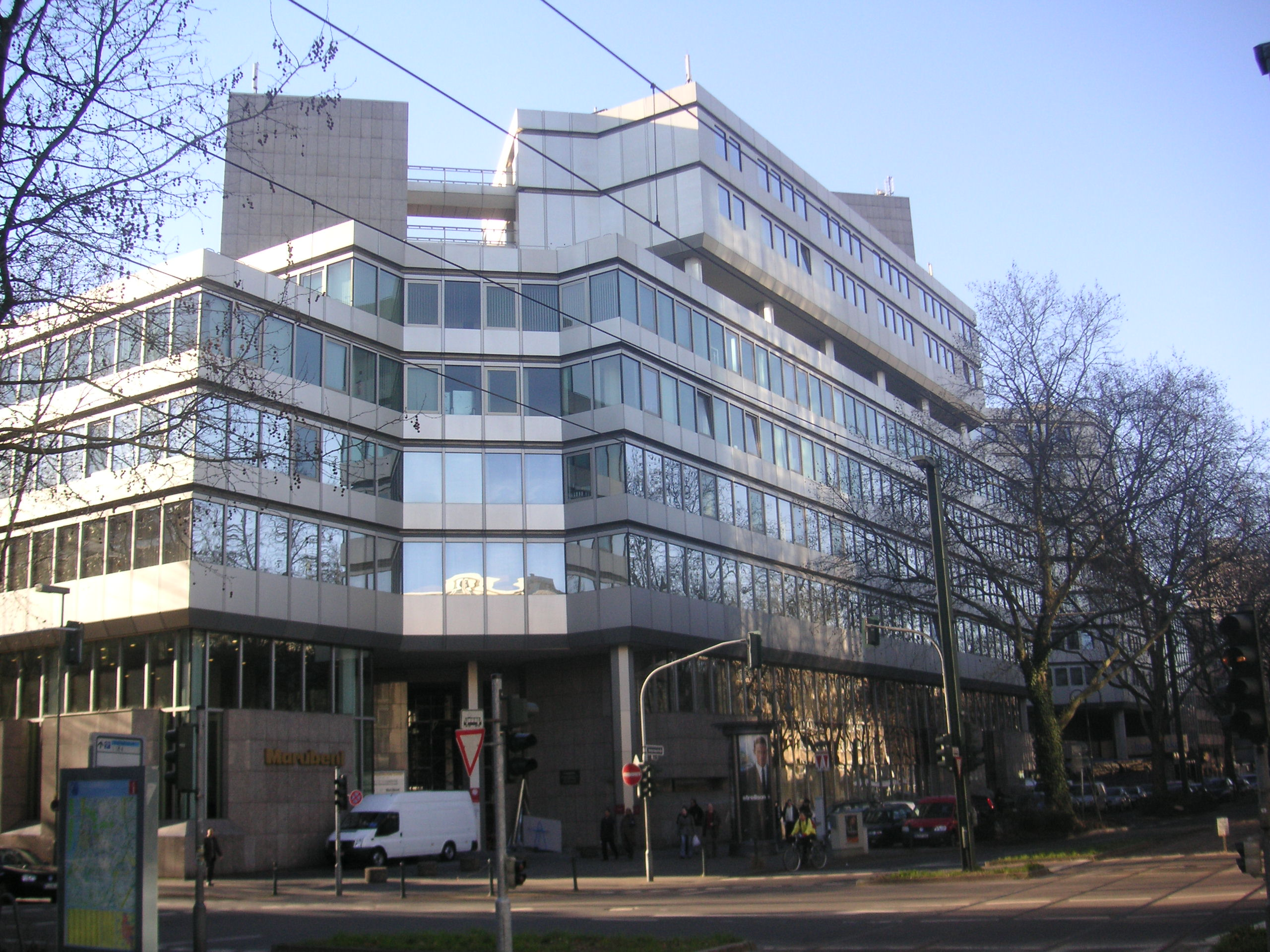
Deutsch-Japanisches Center an der Ecke Immermann-/Charlottenstraße

1962 eröffnete die JETRO eine Niederlassung Düsseldorf. Während im ersten Jahrzehnt vor allem die Beschaffung von Produkten der deutschen Schwerindustrie sowie Know-how-Transfer eine Rolle spielten, traten ab Mitte der 1960er Jahre Handelshäuser in Erscheinung, die japanische Produkte in Europa absetzen wollten. Im Laufe dieses Jahrzehnts vervierfachte sich die japanische Gemeinde in Düsseldorf auf rund 1000 Personen. In dieser Zeit entstanden die ersten Elemente einer japanischen Infrastruktur in der Stadt. Bereits 1964 eröffnete das erste japanische Restaurant namens Nippon-Kan, dessen Errichtung vom ehemaligen Premierminister Japans, Nobusuke Kishi initiiert wurde. Im selben Jahr wurde der Japanische Club gegründet; ein Jahr später folgte das Japanische Generalkonsulat und 1966 die Japanische Industrie- und Handelskammer zu Düsseldorf. Mit der Eröffnung der Japanischen Schule 1971 wurde der Standort Düsseldorf für japanische Unternehmen noch attraktiver. Zahlreiche Unternehmen nahmen die Eröffnung der Schule zum Anlass ihre deutschen und/oder europäischen Niederlassungen und Zentralen nach Düsseldorf zu verlegen. Damit hatte die nordrhein-westfälische Landeshauptstadt den bis dahin schwelenden Standortwettstreit um die Japaner mit Hamburg für sich entschieden. 1974 eröffnete mit „Takagi Shoten“ die erste japanische Buchhandlung Europas in Düsseldorf. Ab 1972 bis 1978 wurde das Deutsch-Japanische Center an der Immermann- und Charlottenstraße gebaut. Das vom Architekturbüro HPP geplante und von der Takenaka Corporation errichtete Gebäude wurde zum Mittelpunkt der japanischen Business-Community in Düsseldorf. 1975 berichtete das Nachrichtenmagazin Der Spiegel über eine „Invasion japanischer Wirtschaftsunternehmen“ in Düsseldorf, „die den Europa-Export ankurbeln und wegen der Krise im eigenen Land mit deutschen Unternehmen kooperieren wollen.“ Die Japaner hätten es sich in „ihrem europäischen Hauptstützpunkt Düsseldorf, dem nach New York zweitgrößten, heimisch gemacht.“ Die Unternehmen brachten eine große Zahl von japanischen Arbeitskräften nach Düsseldorf, auch weil viele Firmen Arbeitskräften mit japanischer Arbeitsmoral den Vorzug gaben. Bis Ende der 1980er Jahre hatte sich ein breites Spektrum von japanischen Dienstleistern, Gastronomen und Einzelhandelsbetrieben in Düsseldorf herausgebildet. Erst die Anfang der 1990er Jahre in Japan einsetzende Wirtschaftskrise beendete vorläufig das stete Wachstum der japanischen Gemeinschaft. Anlässlich der Japanwochen 1993 besuchte das japanische Kaiserpaar Akihito und Michiko die Landeshauptstadt. Am 15. Juni 2005 unterzeichneten der Düsseldorfer Oberbürgermeister Joachim Erwin und die Gouverneurin der Präfektur Chiba, Akiko Domoto eine Partnerschaftserklärung mit der Absicht einen Austausch in den Bereichen Sport, Jugend und Kultur sowie einer Zusammenarbeit im Gesundheitswesen und Biotechnologie zu intensivieren.
Seit 2006 verzeichnet die japanische Gemeinde wieder steigende Zahlen.

## Japanisches Geschäftsviertel

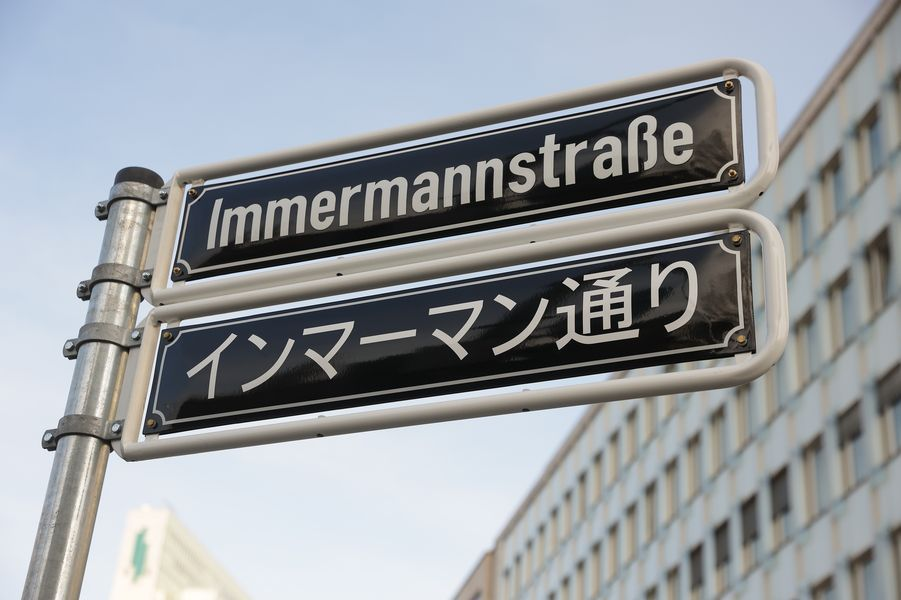
Zweisprachiges Straßenschild an der Immermannstraße

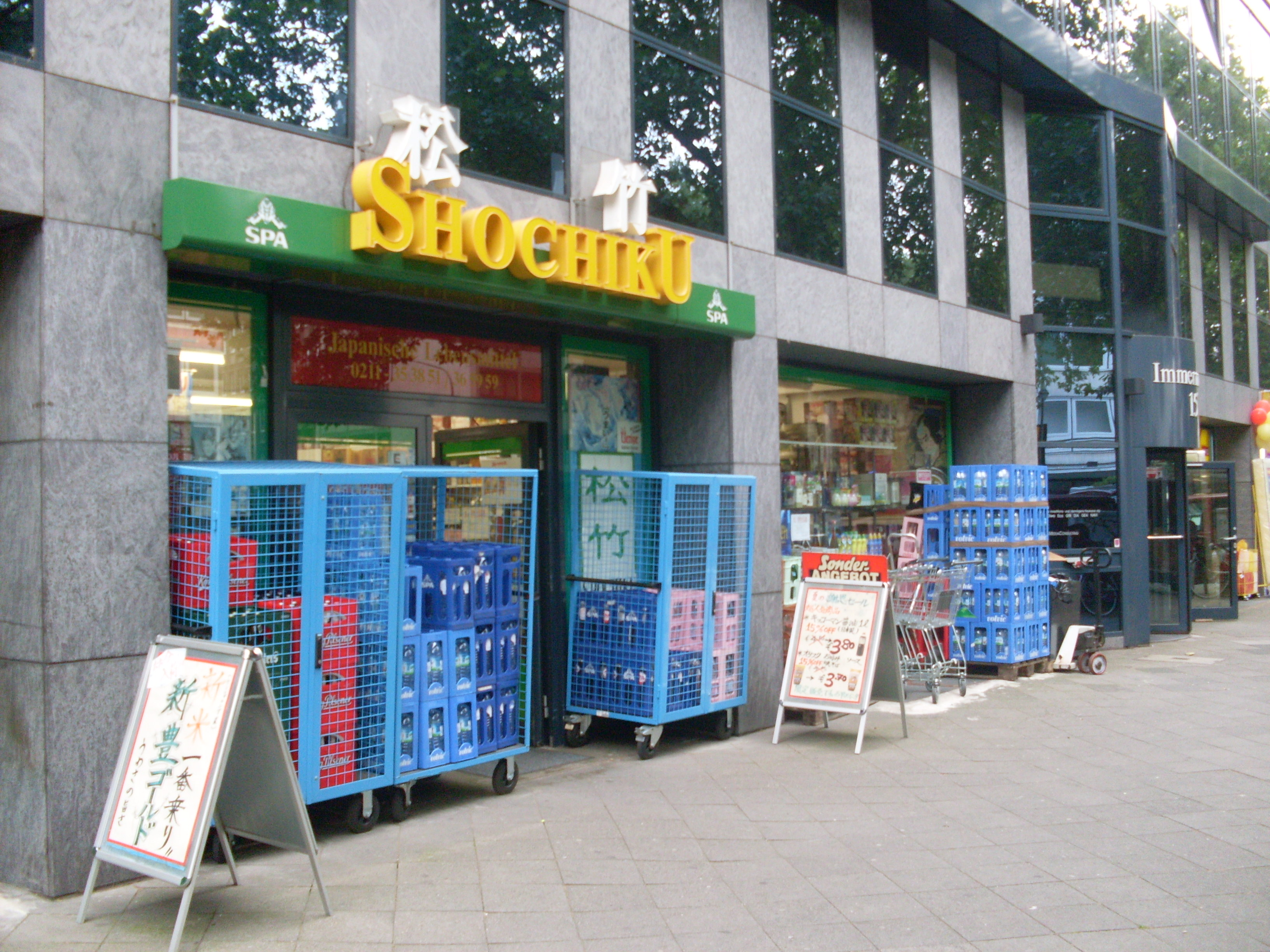
Japanischer Supermarkt

Im Düsseldorfer Stadtteil Stadtmitte liegt ein etwa 30 Hektar großer Bereich, der stark japanisch geprägt ist. Der Kartendienst Apple Maps nennt ihn Little Tokyo. Zwischen Berliner Allee, Klosterstraße, Charlottenstraße und Graf-Adolf-Straße befinden sich zahlreiche Niederlassungen japanischer Unternehmen.
Entlang der Immermannstraße, an der sich auch das 1978 gebaute „Deutsch-Japanische Center“ befindet, konzentrieren sich japanische und andere asiatische Unternehmen. Das Center selbst umfasst 12.000 m² Bürofläche; das 600-Betten-Hotel Clayton (ehemals Hotel Nikko) war lange Zeit Sitz der japanischen Handelskammer, des Generalkonsulats und europäischer Hauptsitz des Marubeni-Konzerns. Bis Juli 2009 befand sich darin auch eine Niederlassung der Kaufhauskette Mitsukoshi. Neben japanischen Handelsunternehmen, Banken, Versicherungen, Transportunternehmen und Werbeagenturen bedienen zahlreiche Dienstleister, Gastronomen und Einzelhändler die Bedürfnisse ihrer japanischen Klientel. Seit dem 9. Dezember 2021 ist die Immermannstraße an ihren Enden auch auf Japanisch ausgeschildert.
Im japanischen Geschäftsviertel befinden sich diverse japanische Unternehmen, unter anderem sind oder waren das Supermärkte, Bäcker, Buchhandlungen, Videotheken, Reisebüros, Spezialgeschäfte und japanische Ärzte. Unter dem Namen Manga-Hof wurde an der Oststraße das erste Manga Kissa Deutschlands eröffnet. Nicht nur japanische, auch deutsche Geschäftsleute bieten eigens auf die fernöstliche Klientel zugeschnittene Dienste an. So finden sich in Apotheken japanische Mitarbeiter, Metzgereien führen speziell für Sukiyaki und Shabu shabu geeignetes und zugeschnittenes Fleisch oder Handyshops werben auf Japanisch für den Abschluss von Verträgen. Die meisten der in Düsseldorf lebenden Japaner wohnen nicht in diesem Viertel, sondern eher außerhalb, wie beispielsweise in Düsseldorf-Niederkassel, wo sich auch eine japanische Schule befindet. Allerdings gibt es einige Hotels und Boardinghouses, die von Japanern genutzt werden, welche lediglich für kurzfristige Arbeitsaufträge in Düsseldorf weilen.

## Japanische Einrichtungen und Veranstaltungen

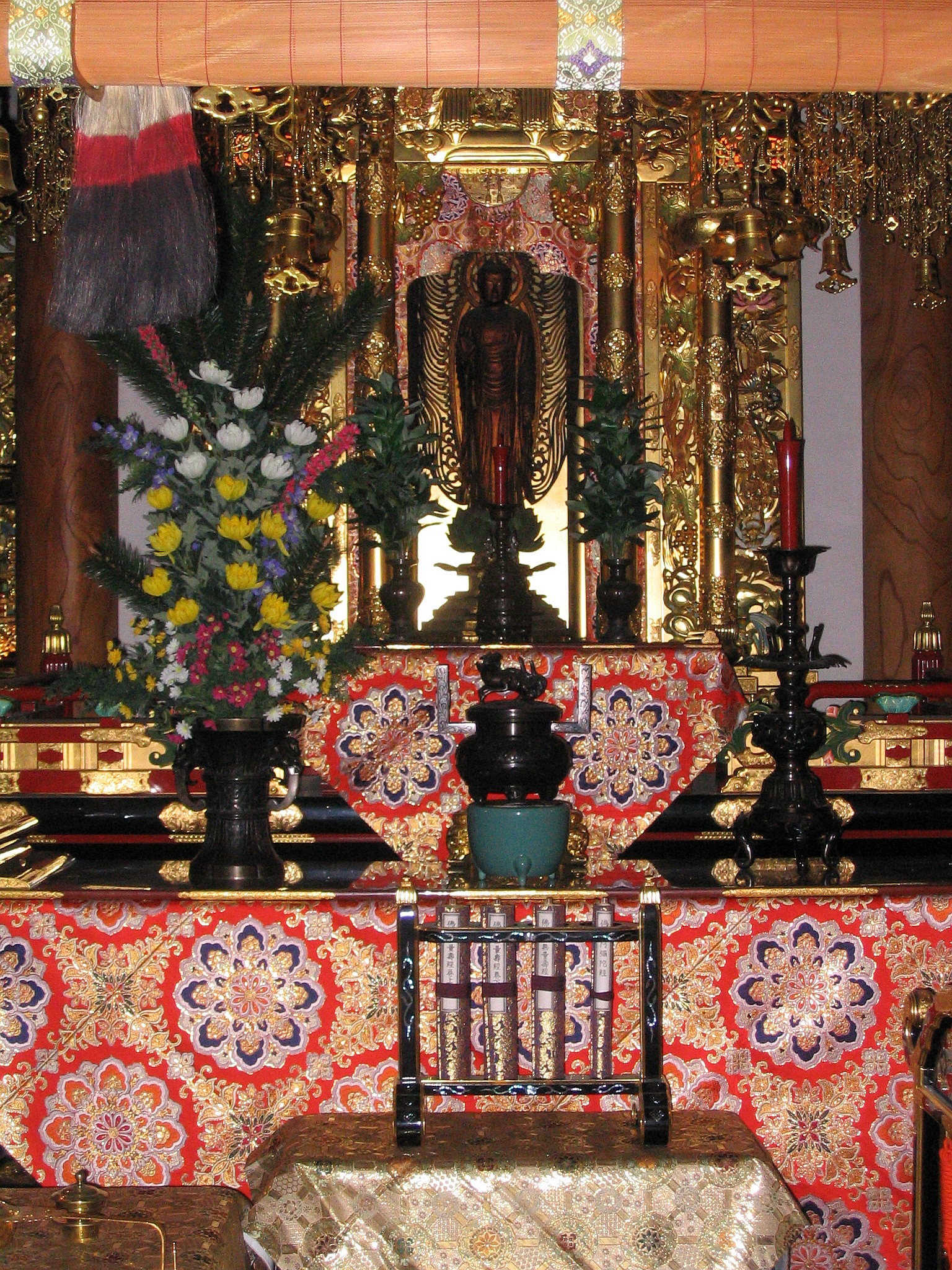
Buddhistischer Altar im EKŌ-Haus

### Kultur und Sport
- Japanischer Club:  Der Japanische Club ist die älteste japanische Einrichtung in Düsseldorf und wurde 1964 gegründet. Mit über 5000 Mitgliedern zählt er zu den größten Vereinen der Stadt. Ziel des Clubs ist es, den Japanern in Düsseldorf in verschiedenen Lebensbereichen zur Seite zu stehen. Es wird ein umfangreiches Kultur- und Sportprogramm angeboten sowie eine japanische Bibliothek vorgehalten. Daneben hat sich der Club auch zum Ziel gesetzt den Kontakt zur deutschen Bevölkerung zu pflegen, zum Beispiel durch gemeinsame Veranstaltungen mit anderen Düsseldorfer Vereinen.
- EKŌ-Haus: Das 1993 gegründete EKŌ-Haus ist das kulturelle Zentrum der japanischen Gemeinde. Es ist der einzige japanische Tempel der Jōdo-Shinshū, eine der größten japanischen Schulen des Buddhismus, in Europa. Es liegt im Stadtteil Niederkassel. Eingebettet in japanische Gartenarchitektur befinden sich neben einem buddhistischen Tempel Ausstellungs- und Veranstaltungsräume im traditionellen japanischen Stil.

Es geht auf Yehan Numata (1897–1994) zurück, den Gründer des Messinstrumenteherstellers Mitutoyo und der Society for Buddhist Understanding. Während seines Studiums in den Vereinigten Staaten war er auf viele Vorurteile gegenüber Japanern gestoßen. Darunter hatte er sehr gelitten, so dass in ihm der Gedanke reifte, die buddhistische Kultur den Menschen im Westen nahezubringen. Der Antiquitätenhändler Karl Bengs hatte auf einer Japanreise Hölzer und Ziegel von einem 1932 errichteten japanischen Wohnhaus, das nahe Tokio auf den Abrissbagger wartete, entdeckt. Er hatte sie sorgfältig zerlegen und nach Düsseldorf transportieren lassen. Seit 1984 suchte er für das Material eine Verwendung. So entstand bei Numata die Idee, es für den Bau eines japanischen Tempels zu nutzen. 1988 wurde der Grundstein zu dem Gebäude gelegt. Heute wird in der Spolie ein umfangreiches religiöses und kulturelles Programm geboten, darunter buddhistische Feste, Teezeremonien, Konzerte oder Kurse in traditionellen japanischen Künsten. Das Zentrum zieht auch internationale Besucher an.

Tempelgarten des EKŌ-Hauses der japanischen Kultur e.v. 1993
Tempel
Glockenturm
Der herbstliche Garten

- Humanet:  Der 1986[31] gegründete gemeinnützige Verein Deutsch-Japanisches Kulturforum e. V. nennt sich bei seiner gegenwärtig zentralen Tätigkeit des Gebrauchtwarenhandels „Humanet“. Er verkauft die Sachspenden im eigenen Laden in Oberbilk und organisiert jährlich einen Basar am Hauptbahnhof. Mit dem Erlös unterstützt er ein polnisches Waisenheim und ein Schulprojekt in Benin.
- Shōnen-Kendō-Klub: Dieser Verein wurde ursprünglich gegründet, um den Kindern Kendō näher zubringen. Der Namensteil Shōnen bedeutet auch Jugendlicher. Früher arbeitete der Shōnen-Kendō-Klub ausschließlich mit der japanischen Schule in Düsseldorf-Niederkassel und deren Angehörigen zusammen. Heute gehört dieser Dojo zu dem NWKV, dem Kendoverband Nordrhein-Westfalen und deshalb auch zum DKenB, dem Deutschen Kendo Bund. Dreizehn Lehrer, von denen zwölf Japaner sind, lehren im Shōnen-Kendō-Klub Kendō, davon ist einer Träger des 7. Dans.[32]
- Deutsch-Japanische Gesellschaft am Niederrhein:  Die DJG wurde ebenfalls 1964 gegründet und ist aus Tischgesprächen zwischen deutschen und japanischen Geschäftsleuten hervorgegangen. Ziel des Vereins ist es, das gegenseitige Verständnis zu fördern. Dazu werden regelmäßig Vorträge, Ausstellungen, Ausflüge und Firmenbesichtigungen organisiert.
- Kosaido Golf-Club:  Der 1990 eröffnete 18-Loch-Golfplatz wurde vom japanischen Landschaftsarchitekten Tomizawa Hirochika entworfen. Der Club ist bei zahlreichen Mitgliedern der japanischen Gemeinschaft beliebt.
- Fußball:  Es gibt zwei japanische Amateur-Fußballvereine in Düsseldorf, die „Reds“ und den „FC Gatz“, die beide an dem jährlich stattfindenden „Deutsch-Japanischen Fußball-Freundschaftsturnier“ teilnehmen.
- American Football:  Seit 2010 finden unregelmäßig Freundschaftsspiele zwischen der japanischen Nationalmannschaft und der deutschen Nationalmannschaft im Rahmen des German Japan Bowl statt.

### Ausbildung

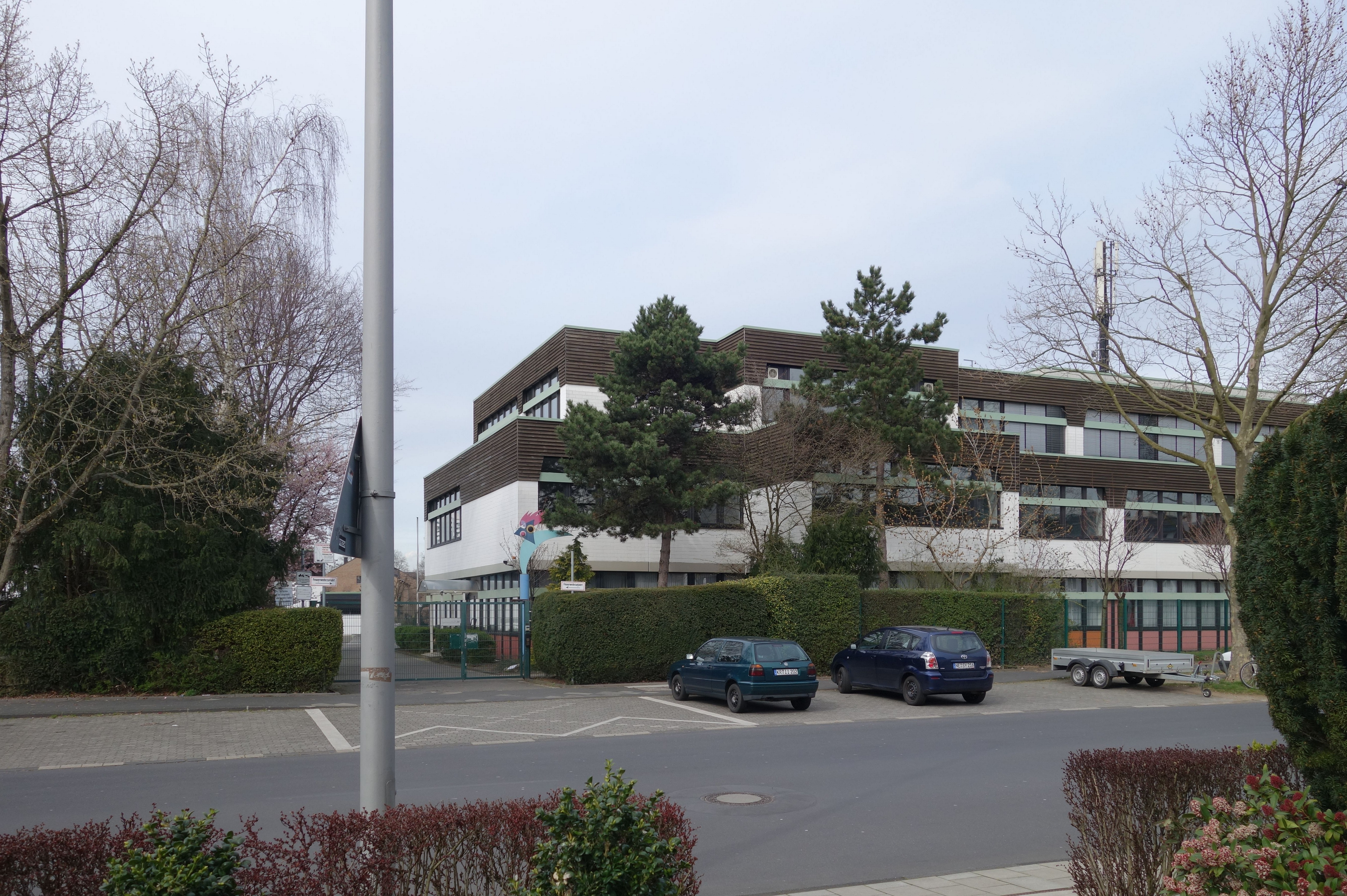
Japanische Internationale Schule in Düsseldorf

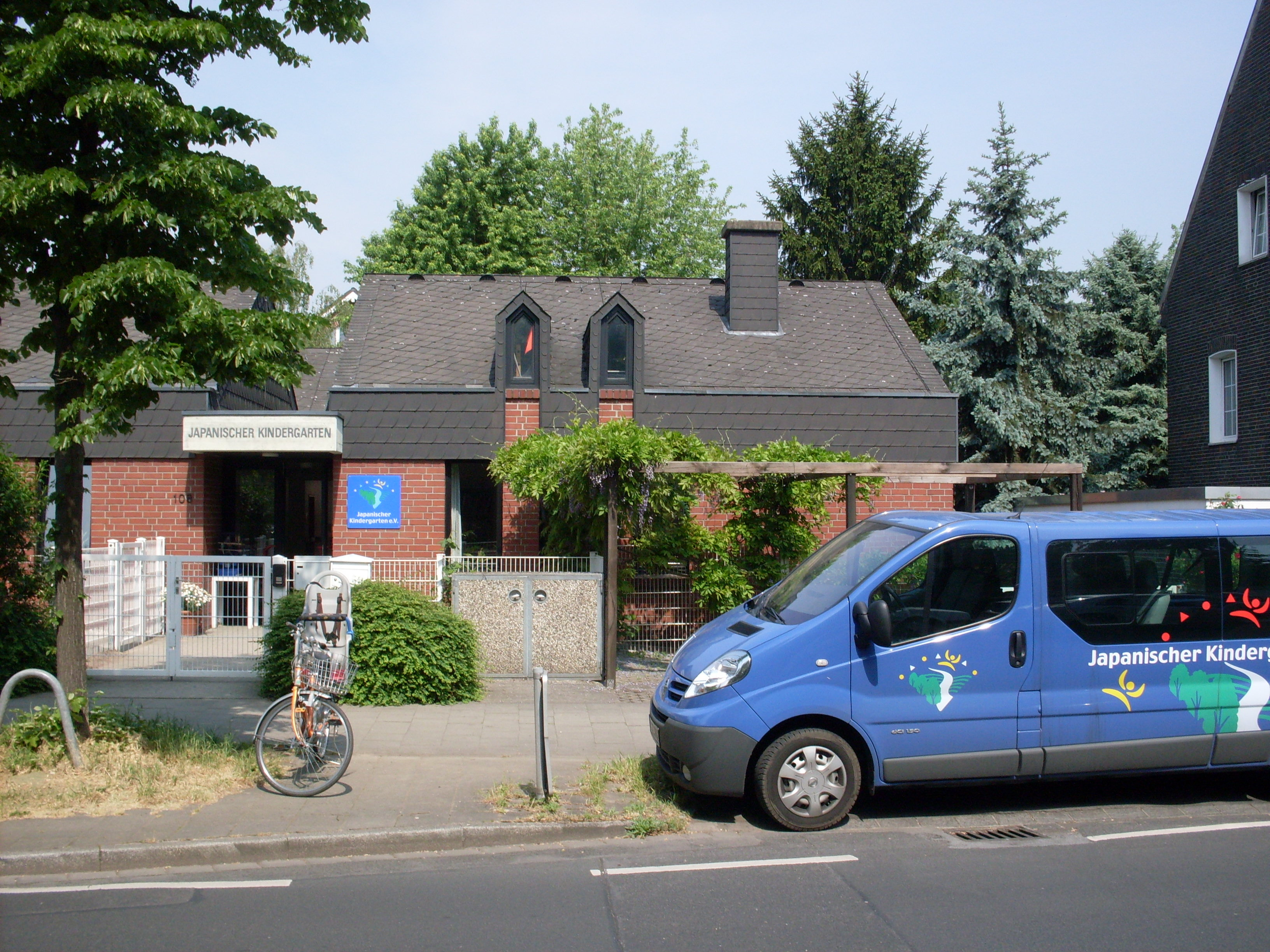
Einer von vier japanischen Kindergärten

- Kindergärten:  Düsseldorf verfügt über vier japanische Kindergärten, davon zwei in Niederkassel, wobei einer ein deutsch-japanischer Kindergarten ist.
- Japanische Schule:  Japanische Internationale Schule in Düsseldorf: Die Kinder von in Düsseldorf lebenden Japanern hatten bei der Rückkehr ins Mutterland Anpassungsschwierigkeiten an das dortige Schulsystem. Zwar gab es bereits in den 1960er Jahren japanischen Ergänzungsunterricht an Düsseldorfer Schulen, aber dieser erwies sich als nicht ausreichend, so dass der Wunsch nach einer Ganztagsschule nach japanischem Vorbild aufkam. 1971 wurde die Japanische Internationale Schule Düsseldorf gegründet. Im selben Jahr startete der Unterricht mit zunächst 43 Kindern. Heute werden in den Klassen 1–9 über 700 Kinder unterrichtet.[33] Die Schule bietet bis zu 1000 Schülern eine japanische Schulausbildung in Grund- und Mittelschule und ist heute ein wichtiger Standortfaktor für japanische Firmen.

### Regelmäßige Feste und Veranstaltungen

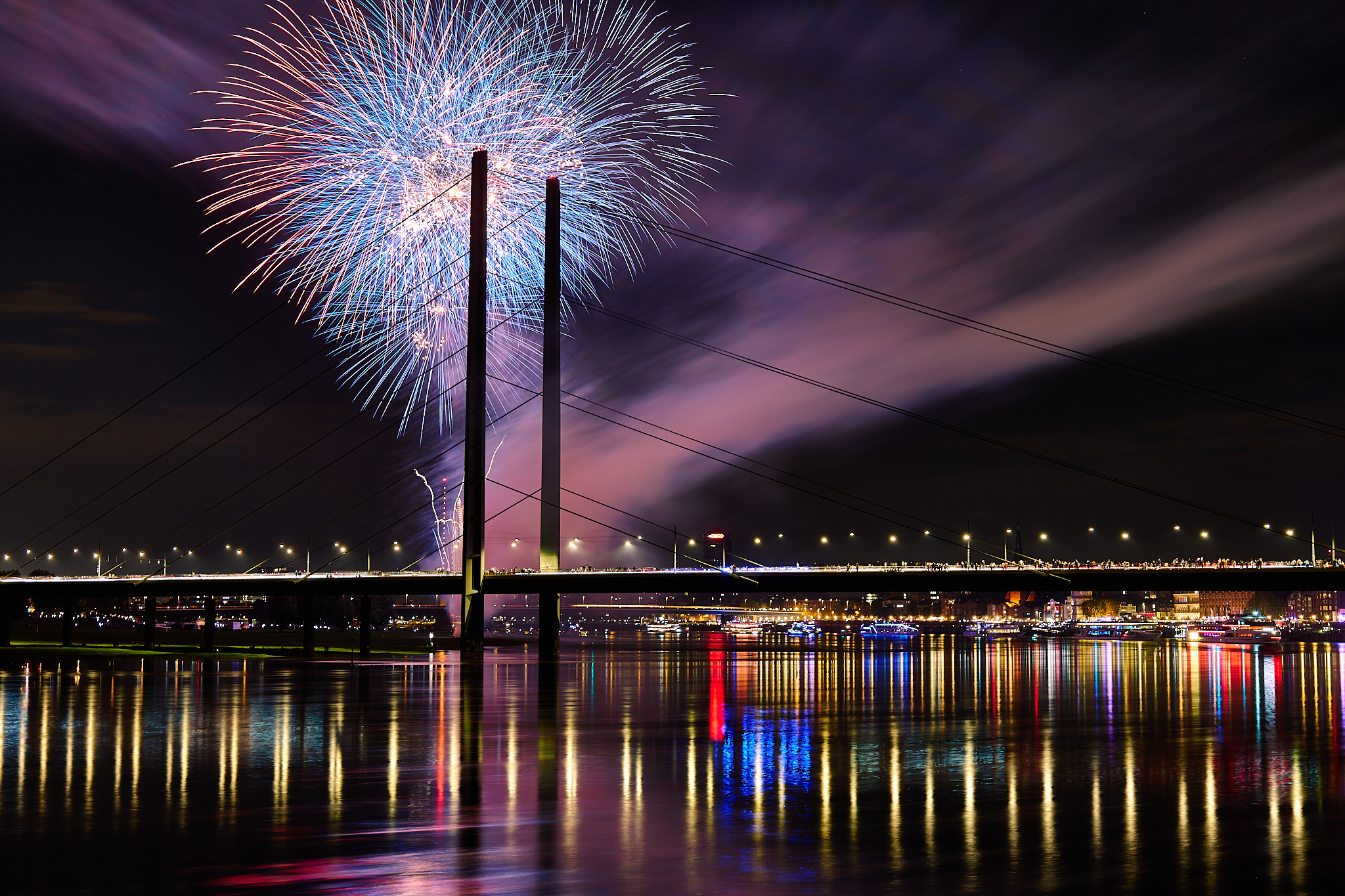
Japanisches Feuerwerk beim Japantag 2023

Die größte regelmäßige Veranstaltung und für die Öffentlichkeit wahrnehmbarste ist der Japantag Düsseldorf/NRW, der seit 2002 im Frühling veranstaltet und von mehreren hunderttausend Menschen besucht wird.
Im EKŌ-Haus finden jährlich u. a. ein Sommerfest, das O-Bon-Fest sowie eine Veranstaltung zu Silvester statt. Gut besucht sind dort auch die monatlich stattfindenden öffentlichen Teezeremonien. Das Japanische Generalkonsulat veranstaltet seit 2001 den „Wirtschaftstag Japan Düsseldorf/NRW“, der jedes Jahr unter einem bestimmten Motto japanische und deutsche Fachleute vereint. Die Landeshauptstadt Düsseldorf lädt zudem jährlich zu einem Neujahrsempfang für die japanische Wirtschaft. Auch in der Residenz des japanischen Generalkonsuls in Erkrath finden regelmäßige Veranstaltungen und Empfänge statt.
Seit 1981 findet in Tokyo alle 2 bis 3 Jahre der Düsseldorf-Abend, zu dem Schlüssel-Altbier importiert wird, statt.

### Japanischer Garten

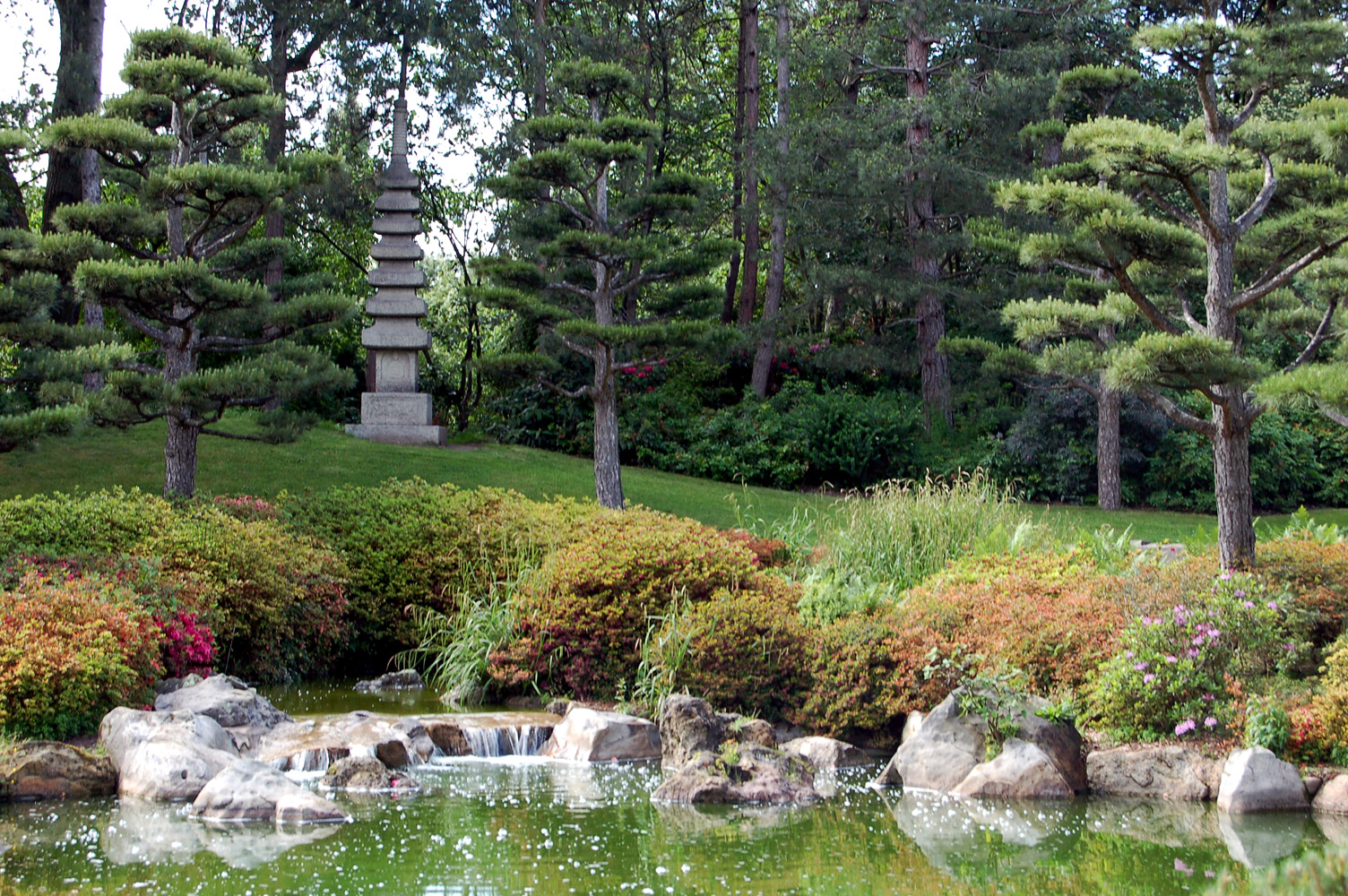
Japanischer Garten im Nordpark

1975 hat ein Verein aus japanischen Firmen und Mitgliedern der japanischen Gemeinde der Düsseldorfer Bevölkerung den „Japanischen Garten am Rhein“ geschenkt. Der 5000 Quadratmeter große Garten befindet sich im Nordpark. Er wurde vom japanischen Gartenarchitekten Iwaki Ishiguro eigens für Düsseldorf entworfen und ist keine Kopie eines Gartens in Japan. Alle zwei bis drei Jahre reisen japanische Gartenfachleute zur Inspektion an. In der Zwischenzeit wird der Garten von speziell geschulten Mitarbeitern des Gartenamtes gepflegt.

## Interkulturelle Bezüge
Die über 50-jährige Präsenz der Japaner in Düsseldorf und das Bemühen um gegenseitiges Kennenlernen hat das Leben in der Landeshauptstadt und Nordrhein-Westfalen in vieler Hinsicht bereichert. So gibt es an der Universität Düsseldorf einen Studiengang „Modernes Japan“. Das Düsseldorfer Cecilien-Gymnasium bietet Japanisch als Abiturfach an, weitere Schulen führen Arbeitsgemeinschaften in Japanisch auf freiwilliger Basis ein. Im Jahr 2006 lernten in Nordrhein-Westfalen rund 4000 Personen Japanisch. 2008 fand in Düsseldorf erstmals ein Redenwettbewerb für Schüler und Studenten der Japanischen Sprache statt. Die Japan Foundation erteilte bereits 1985 der Volkshochschule Düsseldorf als erster Institution in Deutschland die Berechtigung, Sprachprüfungen auf Grundlage des Japanese Language Proficiency Tests abzunehmen. Im Jahr 2009 absolvierten 576 Teilnehmer aus ganz Europa diese Prüfung in Düsseldorf.
Die drei japanischen Buchhandlungen in der Düsseldorfer Innenstadt führen die neuesten Mangas aus Japan und ziehen zahlreiche deutsche Fans dieses Genres an. Sichtbares Zeichen dieses Interesses sind die bunten Gruppen von Cosplayern, die insbesondere samstags über die Immermannstraße ziehen. Anziehungspunkt für junge Japanliebhaber sind auch die Puri-Automaten, die in einigen Geschäften aufgebaut sind, sowie die Karaoke-Boxen in mehreren Bars. Im Japanischen Garten im Nordpark finden regelmäßig Treffen von Cosplayern statt. Die Stadt Düsseldorf taucht als Handlungsort unter anderem in den japanischen Mangaserien „Monster“ und „Pluto“ auf.
Der Verein Rheinbrücke e. V. übersetzt seit 1981 pro Woche etwa zehn Artikel aus den lokalen Zeitungen ins Japanische und gibt eine Zeitschrift heraus, die den japanischen Mitbürgern in ihrer Muttersprache Informationen über Ereignisse in Düsseldorf näherbringen. Ergänzt wird dies durch eine Webpräsenz.
Unter dem Titel Japandorf erschien 2013 ein Album des 2008 verstorbenen Klaus Dinger und anderer Musiker. Das Album reflektiert die Erfahrungen, die Dinger in Kontakt mit japanischen Künstlern in Düsseldorf und ihrer Kultur gemacht hatte. Ein mit japanischem Akzent vorgetragener Titel darin heißt Immermannstraße und nimmt damit auf die Japantown Düsseldorfs Bezug.
Der Fußballverein Fortuna Düsseldorf pflegt eine intensive Öffentlichkeitsarbeit in Richtung seiner japanischsprachigen Fans. So erscheint seit 2008 vierteljährlich das Clubmagazin Fortuna Aktuell in japanischer Sprache, ebenso eine spezielle Website. Im März 2025 gab der Verein das Sondertrikot „Little Tokyo“ heraus, auf dem Motive Japans, Düsseldorfs und des Vereins im Stil einer Manga-Seite angeordnet waren, in den Farbvarianten „Katana“ (schwarz-rot) und „Daruma“ (blau-weiß). Das auf 5000 Stück limitierte Trikot war in den meisten Größen bereits nach wenigen Tagen vergriffen.
Die Punkband Family 5 hat 1983 einen Song mit dem Titel Japaner in Düsseldorf veröffentlicht.

## Kooperationen und Partnerschaften
Seit Juni 2005 besteht ein Freundschaftsvertrag zwischen Düsseldorf und der japanischen Präfektur Chiba. Neben wirtschaftlichen Belangen soll auch der Austausch in den Bereichen Wissenschaft, Sport und Kultur gefördert werden. So finden gegenseitige Besuche der Symphonieorchester und ein Jugendsportaustausch statt. Gezielt gefördert wird auch der Informationsaustausch wissenschaftlicher Mitarbeiter. Die Präfektur Chiba ist zudem regelmäßiger Teilnehmer am Japan-Tag.

## Bekannte Japaner, die in Verbindung zu Düsseldorf stehen
- Takako Saito (* 1929 in Sabae), Fluxus-Künstlerin, lebt seit 1978 in Düsseldorf
- Katsuaki Asai (* 1942 in Tokio), Aikidolehrer, lehrt seit 1972 in Düsseldorf, Deutscher Aikikai-Shihan
- Tetsuya Kakihara (* 1982 in Düsseldorf), Schauspieler und Seiyū, wohnte bis zum 18. Lebensjahr in Düsseldorf
- Masakazu Kondō (* 1980 in Osaka), Bildhauer und Objektkünstler, lebt seit 2010 in Düsseldorf
- Mutsumi Aoki (* 1959 in Saitama), Bildende Künstlerin, lebt und arbeitet in Düsseldorf
- Hiroyuki Masuyama (* 1968 in Tsukuba), Künstler, lebt und arbeitet seit 2001 in Düsseldorf
- Yuji Takeoka (* 1946 in Kyōto), Künstler und Professor in Bremen, lebt seit 1973 in Düsseldorf
- Uita Yasuko (* 1978 in Düsseldorf), Fernsehmoderator in Japan
- Kōzō Yūki (* 1979 in Sakae, Yokohama), Fußballspieler bei Fortuna Düsseldorf
- Tomoyuki Togawa (* in Osaka), seit 1984 Bratschist der Düsseldorfer Symphoniker, Kammermusikdozent[50]
- Shinta Appelkamp (* 2000 in Tokio), deutsch-japanischer Fußballspieler, spielt seit 2015 bei Fortuna Düsseldorf
- Ikuta Erika (生田 絵梨花,* 1997 in Düsseldorf), Schauspielerin, Sängerin und Nogizaka46-Gründungsmitglied[51]

## Bekannte Düsseldorfer japanischer Herkunft
- Blumio (* 1985), bürgerlich Fumio Kuniyoshi, deutscher Rapper, aufgewachsen und ehemals wohnhaft in Düsseldorf.